# Yoshikazu Goto
Yoshikazu Goto (Shizuoka, 20 februari 1964) is een voormalig Japans voetballer.

## Carrière
Yoshikazu Goto speelde tussen 1986 en 2003 voor JEF United Ichihara, Consadole Sapporo en Yokohama FC.